# Volksbank Stutensee-Weingarten
Die Volksbank Stutensee-Weingarten war eine deutsche Genossenschaftsbank in der Region zwischen den Städten Karlsruhe und Bruchsal.

## Geschichte
Im Jahr 2011 fusionierten dazu die Volksbank Stutensee Hardt eG und die Volksbank Weingarten-Walzbachtal eG.
Das Gebiet der Volksbank Stutensee-Weingarten, Zweigniederlassung der Volksbank Bruchsal-Bretten eG, erstreckte sich in der Region zwischen den Städten Karlsruhe und Bruchsal mit den Kommunen Neuthard, Karlsdorf, Spöck, Büchenau, Blankenloch, Weingarten, Jöhlingen und Wössingen.
Im Jahre 2021 wurde die Volksbank Stutensee-Weingarten auf die Volksbank Bruchsal-Bretten eG verschmolzen. Die ehemalige Volksbank Stutensee-Weingarten tritt jetzt im Geschäftsverkehr unter der Bezeichnung Volksbank Stutensee-Weingarten, Zweigniederlassung der Volksbank Bruchsal-Bretten eG auf. Die Volksbank Bruchsal-Bretten fusionierte im Jahr 2023 mit der Volksbank Kraichgau, die Namensgeberin nach der Fusion ist.